# Valmet Hunedoara
Valmet Production este o companie specializată în fabricarea produselor din oțel și comercializarea materialelor de construcții din Hunedoara.
Compania deține un punct de lucru în localitatea Cristur, un depozit cu o suprafață de 15.000 de metri pătrați a cărui capacitate anuală de depozitare este de 60.000 de tone de produse laminate din oțel.
Valmet Production este deținută de Vasile Mazilu, Corina Mazilu și Mircea Ilisei.
Compania a avut vânzări totale de 34 milioane euro în anul 2008.